# Maria Carolina de Borbó-Dues Sicílies (duquessa de Berry)

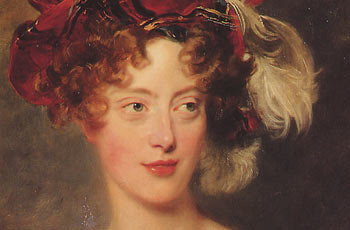
La princesa Maria Carolina de Borbó-Dues Sicílies, duquessa de Berry.

Maria Carolina de Borbó-Dues Sicílies, duquessa de Berry (Palau Reial de Caserta, prop de Nàpols, 5 de novembre del 1798 - Castell de Brunnsee (Àustria), 1870). Princesa de les Dues Sicílies esdevingué per matrimoni, princesa de França amb el títol de duquessa de Berry. També va rebre el títol de comtessa de Rony pel rei Carles X de França l'any 1830.

## Infantesa
Maria Carolina era filla del futur rei Francesc I de les Dues Sicílies, llavors duc de Calàbria i hereu al tron de les Dues Sicílies i de l'arxiduquessa Maria Clementina d'Àustria. Maria Carolina era neta per via paterna del rei Ferran I de les Dues Sicílies i de l'arxiduquessa Maria Carolina d'Àustria i per línia materna de l'emperador Leopold II, emperador romanogermànic i de la infanta Maria Lluïsa d'Espanya.

## Matrimoni i descendents
El dia 24 d'abril de 1816 es va casar per poders a Palerm amb el príncep Carles Ferran de França, duc de Berry i posteriorment el va ratificar a la Catedral de Notre-Dame de París.
Carles Ferran era fill del futur rei Carles X de França i de la princesa Maria Teresa de Savoia i tenia el títol de duc de Berry. Malgrat no ser l'hereu al tron de França, el duc de Berry tenia el ple suport del seu oncle, el rei Lluís XVIII de França i de la majoria de monàrquics legitimistes de França.
El matrimoni s'establí al Palau de l'Élysée, comprat pel patrimoni nacional francès per als ducs de Berry, i tingueren quatre fills:
- Lluïsa de França (1817-1817)
- Lluís de França (1818)
- Lluïsa de França, nada a París el 1819 i morta a Venècia el 1864. Es casà amb el duc Carles III de Parma.
- Enric de França, comte de Chambord, nat al Palau de les Teuleries el 1820 i mort al Castell de Frohsdorff a Àustria. Es casà amb l'arxiduquessa Maria Teresa d'Àustria-Este.

## La vida a la cort de París
Interessada per l'etiqueta, la moda i l'ostentació, però també per la cultura, la literatura i el teatre, esdevingué una gran mecenes de la cultura francesa durant el període de la Restauració. El seu caràcter destacà en contraposició al de la resta de la família reial.

## La lluita contra els Orleans
Maria Carolina va ser una important figura pública durant el període de la Restauració i principalment després de l'assassinat, l'any 1820, del duc de Berry. El seu fill, el comte de Chambord, anomenat el «nen miracle» a conseqüència de néixer després de la mort del seu pare i de ser l'única possibilitat de continuïtat dinàstica dels Borbons.
Maria Carolina esdevingué, a partir de 1820, la gran defensora dels drets dinàstics del seu fill, el comte de Chambord, i va encapçalar, l'any 1832, una revolta al sud de França, per derrocar al rei Lluís Felip I de França, de la branca dels Orleans i restaurar la monarquia borbònica.

## La presó i l'exili
Maria Carolina fou arrestada per la policia orleanista d'Adolphe Thiers i tancada a la presó el mes de novembre de 1832. Allà va tenir una filla el mes de juny de l'any 1833 i va haver de fer públic el seu casament el 1831 amb un aristòcrata sicilià, el comte Ettore Carlo Lucchesi Palli, distingit com a príncep de Campofranco i duc de la Grazia. Després d'uns anys a la presó, va ser expulsada a Palerm. Finalment, la duquessa de Berry es reclogué al castell austríac de Brunse al costat del seu espòs, el comte Lucchesi, on morí l'any 1870.
La seva vida fou novel·lada en dues ocasions per l'escriptor francès Alexandre Dumas.